# Pennigsehl
Pennigsehl là một đô thị ở huyện huyện Nienburg, trong bang Niedersachsen, nước Đức. Đô thị Pennigsehl có diện tích 24,21 km².